# Loricula pselaphiformis
Loricula pselaphiformis är en insektsart som beskrevs av Curtis 1833. Loricula pselaphiformis ingår i släktet Loricula och familjen blåsskinnbaggar. Arten är reproducerande i Sverige. Inga underarter finns listade i Catalogue of Life.